# 2017年中美洲運動會
2017年中美洲運動會，為第11屆中美洲運動會，將於2017年12月3日至17日在尼加拉瓜馬拿瓜。

## 比賽項目
- 田徑（詳細）
- 籃球（詳細）
- 手球（詳細）
- 棒球（詳細）
- 拳擊（詳細）
- 自由車（詳細）
- 水類運動（詳細）
- 游泳（詳細）
- 游泳（詳細）
- 擊劍（詳細）
- 足球（詳細）
- 高爾夫（詳細）
- 舉重（詳細）
- 曲棍球（詳細）
- 空手道（詳細）
- 柔道（詳細）
- 角力（詳細）
- 划船（詳細）
- 七人制橄欖球（詳細）
- 跆拳道（詳細）
- 網球（詳細）
- 乒乓球（詳細）
- 射击（詳細）
- 壘球（詳細）
- 衝浪（詳細）
- 鐵人三項（詳細）
- 排球（詳細）

另外，包括4個非奧運項目:   
- 西洋棋（詳細）
- 撞球（詳細）
- 健美（詳細）
- 桑搏（詳細）